# Conraua crassipes
Conraua crassipes — вид жаб родини Жаб'ячі (Ranidae).

## Поширення
Він поширений в Африці: Камерун, Республіка Конго, Демократична Республіка Конго, Екваторіальна Гвінея, Габон, Нігерія, можливо, Ангола та Центральноафриканська Республіка.

## Спосіб життя
Його природним середовищем проживання є субтропічний або тропічний вологий низовинний ліс, субтропічний або тропічний вологий гірський ліс і річки. Піднімається у гори до 1000 м над рівнем моря.

## Збереження
Виду загрожує зникнення через втрату середовищ проживання.